# Angelo De Gubernatis
Angelo De Gubernatis (Torino, 7 aprile 1840 – Roma, 26 febbraio 1913) è stato un etnologo, linguista, orientalista e storico della letteratura italiano.

## Biografia
Studiò all'Università degli Studi di Torino dove fu allievo del latinista Tommaso Vallauri, del letterato Michele Coppino e dello storico Ercole Ricotti. Ancora prima di conseguire la laurea, divenne insegnante presso il locale liceo ginnasio di Chieri e nel 1862, appena dopo la laurea, ottenne una borsa di studio a Berlino, dove divenne allievo del linguista Franz Bopp e di Albrecht Weber, esperto di sanscrito.
Tornato in patria nel novembre del 1863 insegnò Sanscrito e Glottologia comparata presso l'Istituto di Studi Superiori Fiorentino dal 1863 dietro nomina diretta di Michele Amari, orientalista e Ministro della pubblica istruzione. Nel 1865 aderì agli ideali anarchici entrando a far parte del circolo di Michail Bakunin, del quale sposerà la cugina, Sof'ja Bezobrazova. Dopo aver rinunciato alla sua cattedra, verrà tuttavia reintegrato nel 1867, riottenendo la cattedra di Sanscrito a Firenze e, successivamente, quella di Letteratura italiana alla Sapienza - Università di Roma.
De Gubernatis collaborò con numerose riviste: Italia letteraria (1862), la Rivista orientale (1867, da lui fondata e diretta), il Bollettino italiano degli studii orientali (1876), la Revue internationale (1883), e nel 1887 assunse la direzione del Giornale della società asiatica. Nel 1879 pubblicò il Dizionario biografico degli scrittori contemporanei (Firenze, Le Monnier). La sua più grande opera è Storia Universale della Letteratura in 18 volumi (1883-1885).
Sempre attento alle persone escluse ed emarginate, in particolare alla condizione femminile, a De Gubernatis si deve la riscoperta della poetessa rinascimentale Isabella Morra, sottomessa e uccisa dai suoi fratelli e fino ad allora dimenticata dal panorama letterario. Nel 1901, tenne una conferenza al Circolo Filologico di Bologna, poi racchiusa nel suo saggio Isabella Morra. Le Rime (1907). I suoi studi saranno poi approfonditi da Benedetto Croce, al quale De Gubernatis diede una copia del saggio che fungerà da base per le sue ricerche. Tra il 1906 e il 1909 fu candidato per ben 14 volte al Premio Nobel per la letteratura. Una parte delle sue collezioni di reperti raccolte nei viaggi in India è confluita nel Museo Antropologico di Firenze.

## Scritti
- Piccola enciclopedia indiana, 1867
- La vita e i miracoli del dio Indra nel Rigveda, Firenze, 1867
- Storia comparata degli usi natalizi, nuziali e muliebri in Italia e presso gli altri popoli indo-europei, 1867
- Le fonti vediche dell'epopea indiana, Firenze, 1867
- Memorie intorno ai viaggiatori italiani nelle Indie orientali dal secolo XIII a tutto il XVI, Firenze, 1867
- Studi sull'epopea indiana e su l'opera biblica, Firenze, 1868
- Zoological Mithology or The Legends of Animals, Londra, 1871, 2 voll.
- Cenni sopra alcuni indianisti viventi, Firenze, 1872
- Letture sopra la mitologia vedica, Firenze, 1874
- Max Muller e la mitologia comparata, Firenze, 1875
- Alessandro Manzoni: studio biografico. Letture fatte alla Taylorian Institution di Oxford nel maggio dell'anno 1878, successori Le Monnier, 1879
- Dizionario biografico degli scrittori contemporanei, a cura di Angelo De Gubernatis, Firenze, Successori Le Monnier, 1879, e successive edizioni;
- Letture di archeologia indiana, Milano, 1881
- Storia universale della letteratura, 18 volumi, 1883-1885
- Peregrinazioni indiane, Firenze, 1887
- Mitologia comparata, Milano, 1887
- Dante e l'India, Roma, 1889
- Dizionario degli artisti italiani viventi. Pittori, scultori e architetti, Coi Tipi dei Successori Le Monnier, Firenze 1889 (online)
- Gli studi indiani in Italia, Firenze, 1891
- Piccolo dizionario dei contemporanei italiani, Roma, 1895
- I popoli asiatici, Milano, 1900
- Fibra. Pagine di ricordi, Roma, 1900
- Isabella Morra. Le Rime, Roma, 1907
- Storia dell'etnologia, Perugia, 1912
- Mario Rapisardi, con Remo Sandron, 1912, ristampato 2010

## Epistolari e carteggi
- Lettera a Angelo De Gubernatis di Mario Rapisardi, 17 febbraio 1906.
- Il carteggio tra Cesare Cantù e Angelo De Gubernatis, 1868-1893, introduzione e cura di Luca Bani, Bergamo university press, Sestante, Bergamo 2006.
- Grazia Deledda, Lettere ad Angelo De Gubernatis (1892-1909), a cura di Roberta Masini, Centro di Studi Filologici Sardi/CUEC, Cagliari 2007.
- Il carteggio Farina-De Gubernatis (1870-1913), edizione critica a cura di Dino Manca, Cagliari, Centro di Studi Filologici Sardi/CUEC, 2005.